# Royaume ermite
Un royaume ermite est un pays, une organisation ou une société qui s'isole, métaphoriquement ou physiquement, du reste du monde.
La dynastie Joseon, en Corée, a fréquemment été décrite comme un « royaume ermite ».
Le nom de Royaume ermite a également été utilisé pour décrire la chaîne américaine épicerie A&P de la fin des années 1950 à la fin des années 1960, lorsque la gestion de l'entreprise est devenue dogmatique et complaisante,.

## Désignation pour la Corée
La dynastie Joseon, en Corée, a fréquemment été décrite comme un royaume ermite au cours de la dernière partie de la dynastie. L'expression est aujourd'hui encore couramment utilisée en Corée et est souvent utilisée par les Coréens eux-mêmes pour désigner la Corée pré-moderne.
L'expression est une construction occidentale qui n'est la traduction d'aucune expression en langue locale, c'est le produit de l'image anglo-saxonne, française et plus globalement occidentale de la Corée.

### Historique
La première utilisation documentée du mot « ermite » pour désigner la Corée se trouve dans le titre du livre de William Elliot Griffis de 1882 Corea: The Hermit Nation (Corée : la nation ermite). L'auteur du livre n'avait jamais visité la Corée, n'en parlait pas la langue et n'avait aucune expérience personnelle avec le pays,,.
Cette expression véhicule la vision anglo-saxonne pour la Corée, contrairement à l'expression pays du matin calme qui véhicule la vision française de la Corée.
À ses débuts, l'expression est utilisée par les premiers missionnaires protestants américains pour décrire la Corée.

### Historique de l'usage en français
L'expression se retrouve en français en 1884 chez Edmond Plauchu sous la forme de « Royaume solitaire ». Guillaume Apollinaire utilise en 1916 l'expression « triste royaume des ermitages ».

## Usage pour les pays auXXIesiècle
Aujourd'hui, l'expression est souvent utilisée dans les médias pour désigner la Corée du Nord. ce nom fut aussi utilisé en 2009 par la secrétaire d'État des États-Unis Hillary Clinton.
D'autres pays, tels que le Bhoutan et le Royaume mutawakkilite du Yémen, ont aussi été décrits comme des royaumes ermites à cause de la réticence de leur gouvernement à engager le dialogue avec le monde extérieur. L'ancienne civilisation africaine d'Aksoum, aujourd'hui l'Éthiopie, était identifiée par les Européens comme le « royaume ermite ».